# 緋縅力弥 (1799年生)
緋縅 力弥（ひおどし りきや、1799年〈寛政11年〉 - 1836年9月25日〈天保7年8月5日〉）は、玉垣部屋に所属した元力士。
本名は森脇 幸太郎。初代緋縅力弥と養子縁組した。身長176cm、体重148kgの太鼓腹が持ち味だった。京都府（旧山城国）出身。
最高位は西大関。平戸藩のお抱え力士だった。
1817年10月錦幸太郎の名で初土俵。1823年2月十両昇進。10月場所で、養父の四股名を引き継いで2代目・緋縅力弥となった。1824年1月新入幕。入幕2場所目の1824年10月場所では大関源氏山吉太夫，関脇小柳（後の手柄山繁右エ門）を破って8勝1敗1休の優勝次点の好成績を残した。1828年は飛躍の年となり、3月場所では7勝1敗2休，10月場所では8勝2休の成績で2場所連続優勝相当成績を挙げた。しかし、稲妻雷五郎（後の第7代横綱）が大関にいたため、中々関脇から昇進できず9場所も留め置かれるなど、番付運に恵まれなかった。1833年10月場所、漸く大関に昇進。しかし大関時代は怪我で出場することができなかった。後に関脇に戻って現役生活を続けていたが、1836年2月場所終了後の8月5日、現役中のまま38歳で死去した。
阿武松緑之助（第6代横綱）、稲妻と並んで「文政角界の三傑」と謳われた名力士だった。
うれいを持った童顔の残る美男子で、彼の錦絵は飛ぶように売れたという。

## 成績
- 通算在位：35場所
- 幕内在位：20場所
- 幕内成績：88勝29敗52休5分11預1無
- 大関在位：2場所
- 大関成績：0勝0敗18休
- 優勝相当成績：2回（1828年3月、10月場所）

### 場所別成績
| 1818年 | 西序ノ口5枚目 –       | 西序ノ口5枚目 –     |
| 1819年 | 西序二段20枚目 –      | 西序二段17枚目 –    |
| 1820年 | 西序二段9枚目 –       | 西序二段3枚目 –     |
| 1821年 | 西三段目23枚目 –      | 西三段目16枚目 –    |
| 1822年 | 西三段目18枚目 –      | 西三段目筆頭 –      |
| 1823年 | 西幕下25枚目 –        | 西幕下17枚目 –      |
| 1824年 | 西幕下11枚目 –        | 西幕下5枚目 3–3 1預 |
| 1825年 | 西前頭8枚目 2–3–3 2預 | 西前頭3枚目 8–1–1   |
| 1826年 | 西前頭3枚目 4–1–2 3預 | 西前頭2枚目 4–4–2   |
| 1827年 | 西前頭2枚目 2–2–2 1預 | 番付非掲載 不出場   |
| 1828年 | 西前頭3枚目 7–1–2     | 西関脇 8–0–2        |
| 1829年 | 西関脇 5–1–1          | 西関脇 5–0–2 2預1無 |
| 1830年 | 西関脇 7–1–2          | 西関脇 6–2–2        |
| 1831年 | 西関脇 5–1–2 1分1預   | 西関脇 5–3          |
| 1832年 | x                     | 西関脇 4–3–3        |
| 1833年 | 西関脇 6–1–1 1分1預   | 西大関 0–0–8        |
| 1834年 | 西大関 0–0–10         | 番付非掲載 不出場   |
| 1835年 | 西張出関脇 2–2–5 1預  | 西関脇 4–3–1 2分    |
| 1836年 | 西関脇 引退 4–0–1 1分 | x                   |
| 各欄の数字は、「勝ち-負け-休場」を示す。 優勝 引退 休場 十両 幕下 三賞：敢=敢闘賞、殊=殊勲賞、技=技能賞 その他：★=金星 番付階級：幕内 - 十両 - 幕下 - 三段目 - 序二段 - 序ノ口 幕内序列：横綱 - 大関 - 関脇 - 小結 - 前頭（「#数字」は各位内の序列） |                       |                     |

- 当時は十両の地位が存在せず、幕内のすぐ下が幕下であった。番付表の上から二段目であるため、現代ではこの当時の幕下は、十両創設後現代までの十両・幕下と区別して二段目とも呼ぶ。
- 二段目11枚目以下の地位は小島貞二コレクションの番付実物画像による。

### 改名歴
- 錦 幸太郎 - 1817年10月場所 - 1824年1月場所
- 緋縅 力彌 - 1824年10月場所 - 1829年2月場所
- 緋縅 力弥 - 1829年10月場所
- 緋縅 力彌 - 1830年3月場所 - 1836年2月場所